# Lijst van oorlogsmonumenten in Nederland
In de volgende provincies in Nederland bevinden zich oorlogsmonumenten:
- Lijst van oorlogsmonumenten in Drenthe
- Lijst van oorlogsmonumenten in Flevoland
- Lijst van oorlogsmonumenten in Friesland
- Lijst van oorlogsmonumenten in Gelderland
- Lijst van oorlogsmonumenten in Groningen
- Lijst van oorlogsmonumenten in Limburg
- Lijst van oorlogsmonumenten in Noord-Brabant
- Lijst van oorlogsmonumenten in Noord-Holland
- Lijst van oorlogsmonumenten in Overijssel
- Lijst van oorlogsmonumenten in Utrecht
- Lijst van oorlogsmonumenten in Zeeland
- Lijst van oorlogsmonumenten in Zuid-Holland